# Александър Бестужев
Алекса̀ндър Алекса̀ндрович Бесту̀жев (на руски: Александр Александрович Бестужев) е руски писател и общественик.
Роден е на 3 ноември (23 октомври стар стил) 1797 година в Санкт Петербург във виден благороднически род. От 1819 година публикува поезия и проза, от 1823 година е един от издателите на алманаха „Полярная звезда“. Участник в либералното движение на декабристите, той е арестуван през 1825 година, заточен е в Якутск, а през 1829 година е изпратен като войник в Кавказката война. През този период продължава да пише и публикува под псевдонима Марлински няколко книги.
Александър Бестужев е убит в бой на 19 юли 1837 година при Укреплението на Свети дух, днес част от Сочи, като тялото му не е открито.